# Château de Kattentack
Le château de Kattentack (Schloss Kattentack en allemand) est un château balte situé aujourd’hui en Estonie, dans la province historique du Wierland. Il se trouvait dans la paroisse d’Haljall (aujourd’hui Haljala) et son domaine a été rebaptisé Aaspere, en estonien, dans les années 1920, lorsque les propriétés de l’aristocratie germano-balte ont été démantelées par la nouvelle république estonienne.

## Historique
Le château appartenait à l’immense domaine de la famille von Stackelberg, domaine constitué à la fin du XVIe siècle et passé ensuite au milieu du XVIIIe siècle aux comtes von der Pahlen, famille de la noblesse germano-balte au service de l’Empire russe. Le château est rebâti en style néoclassique entre 1785 et 1798 par l'architecte Georg Friedrich Veldten. Il est vendu au début du XIXe siècle aux barons von Dellingshausen qui y font aménager le portique au milieu de la façade. Le baron Nikolai von Dellingshausen (1827-1896), savant et homme politique, en fut propriétaire de 1854 à sa mort.
Le château se présente sous la forme d’un château néoclassique avec un fronton à colonnes ioniques. Le château sert d’école des années 1970 à l’an 2000, année où il a été privatisé, tandis que les terrains agricoles appartiennent toujours à la commune. Il nécessite aujourd’hui une restauration d’ampleur.

### Source
- (de) Cet article est partiellement ou en totalité issu de l’article de Wikipédia en allemand intitulé « Aaspere » (voir la liste des auteurs).